# キット・ハリントン
クリストファー・ケイツビー・“キット”・ハリントン（Christopher Catesby "Kit" Harington, 1986年12月26日 - ）は、イギリスの俳優。HBOの大作ドラマ『ゲーム・オブ・スローンズ』のジョン・スノウ役で知られる。

## 生い立ち
ロンドンのハマースミスにて生まれる。母は劇作家であり、父方の曽祖父は第12代ハリントン準男爵サー・リチャード・ハリントンで、数々の政治家を輩出している由緒正しい準男爵の家系である。彼のおじは第14代ハリントン準男爵サー・ニコラス・ジョン・ハリントンである。キットは父方の祖母ラヴェンダー・セシリア・デニーを通じてチャールズ2世の子孫でもある。また彼の父の家系には初代メルヴィル子爵ヘンリー・ドゥダス、ベーコン販売業者のT. A. Denny、聖職者のBaptist Wriothesley Noel、実業家で政治家のピーター・ベーリー、貴族の第4代ダートマウス伯爵ウィリアム・レッグおよび英国下院議員の第6代準男爵ウィリアム・モールスワース がいるなど、キットの祖先には著名なイギリス人がいる。父方の先祖には子爵や伯爵もいる。
キットはサウスフィールド中学に1992年から1998年の間学んだ。そののち1998年から2003年までChantry High Schoolに在学した。

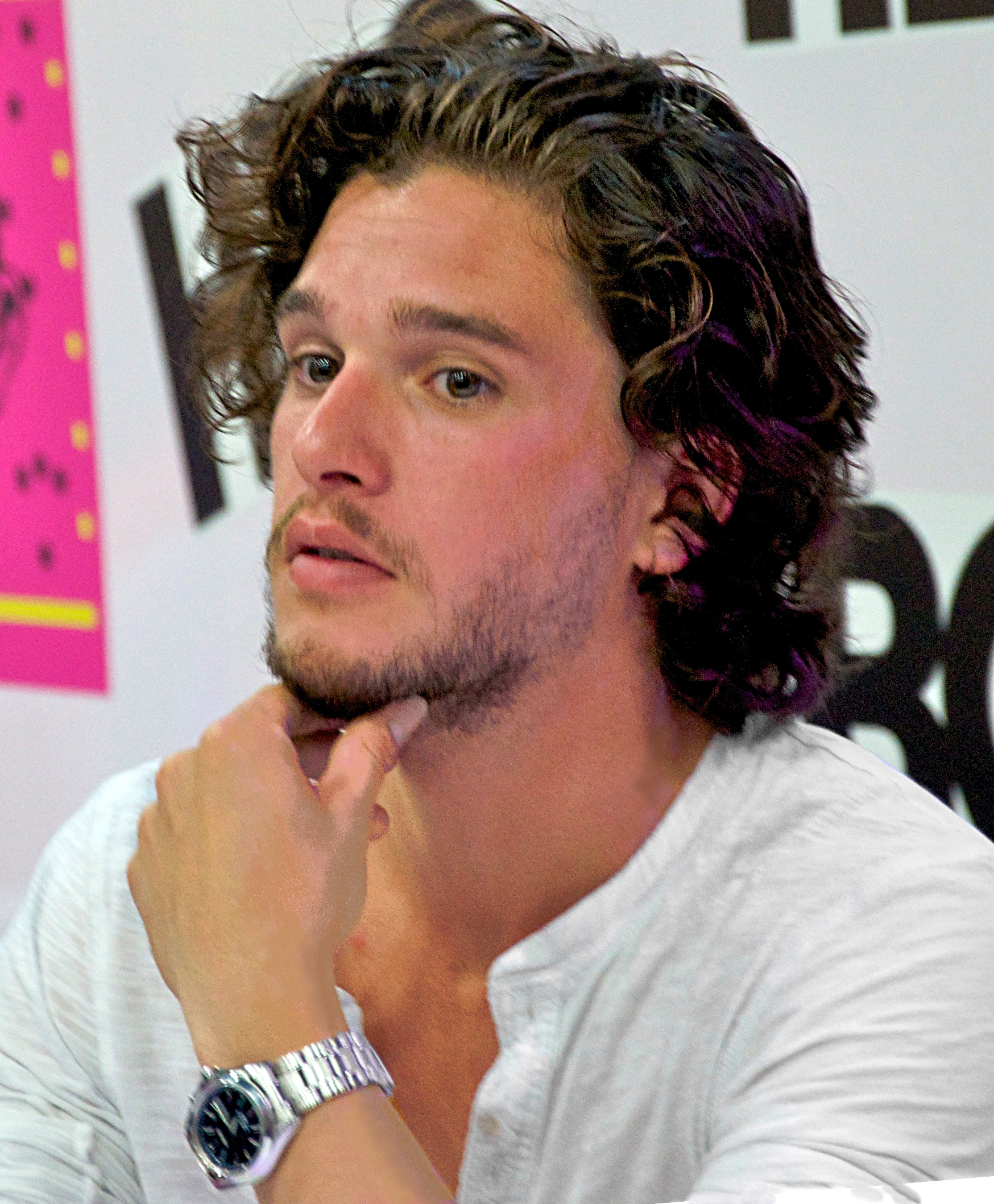
2011年

彼はw:Worcester Sixth Form Collegeに進学し、そこで2003年から2005年までの間に戯曲、演劇学を学んだ。
2008年に、ロンドン大学のカレッジであるセントラル・スクール・オブ・スピーチ・アンド・ドラマを卒業している。

## キャリア
2008年から2009年までウェスト・エンドの舞台『ウォー・ホース 〜戦火の馬〜』に主演。この舞台はローレンス・オリヴィエ賞で2部門を受賞し、舞台俳優として注目されるきっかけとなった。
2011年から始まったアメリカのHBOのテレビドラマ『ゲーム・オブ・スローンズ』にてオーディションでジョン・スノウ役を射止め、この爆発的なヒットドラマでブレイク、彼の代表作となった。シリーズは2019年5月にシーズン8で終了し、2011年にこの役でサターン賞のテレビ部門助演男優賞にノミネートされ、2016年と2019年にエミー賞の助演男優賞、主演男優賞にノミネートされた。
その間、2012年に『サイレントヒル: リベレーション』のヴィンセント役で長編映画デビューを果たし、ヤングハリウッドアワード2013で年間最優秀俳優賞を受賞した。
2014年のポール・W・S・アンダーソン監督の歴史アクション映画『ポンペイ』で、長編映画初主演を務めた。この作品は批評家から概ね賛否両論の評価を受け、興行収入もそこそこの成功を収めた。同年、ドリームワークス・アニメーション映画『ヒックとドラゴン2』ではエレットの声優も務め、この作品は批評家から絶賛され興行収入も好調で、ゴールデングローブ賞 アニメ映画賞、アニー賞を受賞し、アカデミー長編アニメ映画賞にもノミネートされた。
俳優以外の仕事では、イギリスのファッションブランド『ジミーチュウ』の広告塔に抜擢され、2014-15年秋冬メンズキャンペーン及び2015春夏メンズキャンペーンの広告を2期連続で務め、ジミーチュウ初のメンズフレグランス「Jimmy Choo Man」のキャンペーンモデルにも起用された。

### 私生活
2017年9月、『ゲーム・オブ・スローンズ』で共演したローズ・レスリーとの婚約を発表した。2018年6月23日、二人は結婚式を挙げた。2021年2月16日、夫婦は第一子の誕生を発表した。2023年2月のインタビューで、レスリーが第二子を妊娠中であることを公表した。
2019年にアルコール依存症治療のためにリハビリ施設に入所。その際に注意欠陥・多動性障害（ADHD）と診断されたことを2024年に公表した。

## フィルモグラフィ

### 映画
| 年   | 題名                                                                             | 役名                   | 備考                 | 吹き替え |
| ---- | -------------------------------------------------------------------------------- | ---------------------- | -------------------- | -------- |
| 2012 | サイレントヒル: リベレーション3D Silent Hill: Revelation 3D                      | ヴィンセント・クーパー |                      | 浪川大輔 |
| 2014 | ポンペイ Pompeii                                                                 | マイロ                 | 小松史法             |          |
| 2014 | ヒックとドラゴン2 How to Train Your Dragon 2                                     | エレット               | 小松史法             | 声の出演 |
| 2014 | 戦場からのラブレター Testament of Youth                                          | ローランド・レイトン   | 日本劇場未公開       | 新垣樽助 |
| 2014 | セブンス・サン 魔使いの弟子 Seventh Son                                          | ビリー・ブラッドリー   | 日本劇場未公開       | 花輪英司 |
| 2015 | SPOOKS スプークス/MI-5 Spooks: The Greater Good                                  | ウィル・ホロウェイ     |                      | 遠藤航   |
| 2015 | 7 Days in Hell                                                                   | チャールズ・プール     | テレビ映画           | N/A      |
| 2016 | ブリムストーン Brimstone                                                         | サミュエル             |                      | 森宮隆   |
| 2018 | ジョン・F・ドノヴァンの死と生 The Death and Life of John F. Donovan              | ジョン・F・ドノヴァン  | （吹き替え版なし）   |          |
| 2019 | ヒックとドラゴン 聖地への冒険 How to Train Your Dragon: The Hidden World         | エレット               | 声の出演             | 小松史法 |
| 2021 | エターナルズ Eternals                                                            | デイン・ウィットマン   |                      | 花輪英司 |
| 2022 | ナショナル・シアター・ライブ 2022「ヘンリー五世」 National Theatre Live: Henry V | ヘンリー5世            |                      |          |
| 2022 | ベイビールビー Baby Ruby                                                         | スペンサー             | 日本劇場未公開       | 花輪英司 |
| 2023 | Blood for Dust                                                                   | リッキー               |                      |          |
| 2024 | The Beast Within                                                                 | ノア                   |                      |          |
| TBA  | Eternal Return                                                                   | ヴァージル             | ポストプロダクション |          |

### テレビシリーズ
| 年        | 題名                                                       | 役名                 | 備考                                                                              | 吹き替え           |
| --------- | ---------------------------------------------------------- | -------------------- | --------------------------------------------------------------------------------- | ------------------ |
| 2011-2019 | ゲーム・オブ・スローンズ Game of Thrones                   | ジョン・スノウ       | 計62話出演                                                                        | 花輪英司           |
| 2017      | ガンパウダー Gunpowder                                     | ロバート・ケイツビー | ミニシリーズ、計3話出演 兼脚本・製作総指揮                                        | 花輪英司           |
| 2019      | サタデー・ナイト・ライブ Saturday Night Live               | 本人（ホスト）       | 「Kit Harington / Sara Bareilles」                                                | N/A                |
| 2020      | クリミナル: イギリス編 Criminal: UK                        | アレックス           | 第2シーズン第2話「アレックス」                                                    | （吹き替え版なし） |
| 2021      | フレンズ: ザ・リユニオン Friends: The Reunion              | 本人                 | 特別番組                                                                          | （吹き替え版なし） |
| 2021      | モダン・ラブ Modern Love                                   | マイケル             | Amazonオリジナルアンソロジードラマ 第2シーズン第3話「（ダブリンの）見知らぬ乗客」 | 花輪英司           |
| 2023      | エクストラポレーションズ:すぐそこにある未来 Extrapolations | ニコラス・ビルトン   | Apple TV+オリジナルドラマ 計4話出演                                               | 川本克彦           |

### 舞台
| 年        | 題名                                  | 役名             | 備考                                                      |
| --------- | ------------------------------------- | ---------------- | --------------------------------------------------------- |
| 2008-2009 | ウォー・ホース 〜戦火の馬〜 War Horse | Albert Narracott | ロイヤル・ナショナル・シアター ニュー・ロンドン・シアター |
| 2010      | Posh                                  | Ed Montgomery    | ロイヤル・コート劇場                                      |
| 2015      | The Children's Monologues             | Reader           | ロイヤル・コート劇場                                      |
| 2015      | The Vote                              | Colin Henderson  | ドンマー・ウエアハウス                                    |
| 2016      | Doctor Faustus                        | Faustus          | ヨーク公劇場                                              |
| 2018-2019 | True West                             | Austin           | ヴォードヴィル・シアター                                  |

## 日本語吹き替え
『ゲーム・オブ・スローンズ』以降、主に花輪英司が担当している。
このほかにも、小松史法、浪川大輔、新垣樽助、森宮隆なども声を当てている。